# Thomas Olivers

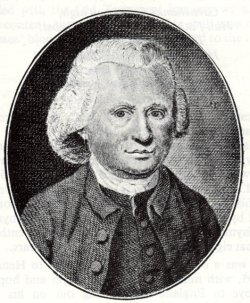
Thomas Olivers

Thomas Olivers (1725–1799) metodista lelkész, utazóprédikátor, énekszerző.

## Élete
Olivers, aki gyermekkorában veszítette el szüleit, George Whitefield prédikációjának hatására adta át életét Jézusnak a metodista mozgalom kezdetekor. Megtérését követően a Bradford-on-Avonban megalakuló Metodista Társasághoz csatlakozott. Itt találkozott a mozgalom vezetőjével, John Wesley-vel, akinek evangéliumi célkitűzéseivel azonosulva lett munkatárs. John Wesley halálára egy elégiát írt. A londoni City Road Chapelben Wesley sírja mellé temették.
Híres éneke: Ó, Ábrahám Ura, áldjuk szent nevedet...